# 57359 Робкроуфорд
57359 Робкроуфорд (57359 Robcrawford) — астероїд головного поясу, відкритий 1 вересня 2001 року.
Тіссеранів параметр щодо Юпітера — 3,321.